# .nc
.nc је највиши Интернет домен државних кодова (ccTLD) за Нову Каледонију. Такође је (када се упари са врховним доменом .us) другостепени домен за америчку државу Северну Каролину.